# Пјано Маљио-Бландино (Палермо)
Пјано Маљио-Бландино је насеље у Италији у округу Палермо, региону Сицилија.
Према процени из 2011. у насељу је живело 2076 становника. Насеље се налази на надморској висини од 208 м.